# Зарифуллин, Рамиль Ралифович
Рами́ль Рали́фович Зарифу́ллин (6 ноября 1991, Уфа) — российский спортсмен, член сборной команды России по прыжкам на лыжах с трамплина. Мастер спорта России (прыжки на лыжах с трамплина).
Родился и живёт в Уфе.
Призёр открытого летнего чемпионата России по прыжкам на лыжах с трамплина на трамплине К-125 в составе сб. «Башкортостан-1» (Рамиль Зарифуллин, Григорий Леонтьев, Ильмир Хазетдинов, Дмитрий Васильев)..
Воспитанник уфимской школы высшего спортивного мастерства. Первый тренер — Владимир Андреевич Никулин, в настоящее время — Рамиль Разяпович Абраров.
Спортивный клуб: СДЮШОР, ШВСМ «Локомотив».
FIS Code: 6040